# Аветисян, Декарт Овсепович
Дека́рт Овсе́пович (Иосифович) Аветися́н (15.03.1940 — 24.10.2001) — профессор, специалист в области компьютерной обработки текстов.

## Биография
- 1976 — доктор технических наук
- 1987 — профессор кафедры организационной защиты информации факультета защиты информации РГГУ[2].
- C 1993 — читает курс лекций в РГГУ «Теоретические основы информационных процессов»[2].
- 1995 — член-корреспондент «Международной академии информатизации»[2].

Специалист в области компьютерной обработки текстов. 
Исследовал проблемы создания информационно-поисковых систем с расширенными интеллектуальными возможностями, статистического (энтропийного) членения слов естественных языков на морфемы, компьютерной идентификации авторов текстов, сжатия текстов, а также аналого-цифрового преобразования и защиты информации.

## Публикации
- «Проблемы информационного поиска: Эффективность, автоматическое кодирование, поисковые стратегии». М.: Финансы и статистика, 1981. 208 с.
- «О представлении непрерывных функций одного класса дискретным множеством их значений» // Проблемы передачи информации. 1984. Т. 20. Вып. 3. С. 94-96.
- «Введение в теорию бинарных систем опосредованного поиска» // Прикл. информатика. 1988. Вып. 2. С. 54-74.
- «Оценка функциональной эффективности автоматизированных ИПС» / Ерев. пед. ин-т. Ереван, 1991. 150 с. (Арм. яз.).
- «Теоретические основы информатики» / РГГУ. М., 1997. 167 с. Соавт. Аветисян Р. Д.
- «Об одном методе общения с большими многоязычными базами данных (на примере эксплуатации базы данных по социально-культурной отрасли)» // Информационное общество: культурологические аспекты и проблемы: Междунар. науч. конф. ...: Тез. докл. Краснодар, 1997. С. 368-370. Соавт. Аветисян Р. Д.
- «Автоматизированная система научных исследований «Операции с большими числами и криптосистема RSA»» // Вопр. защиты информации. 1998. № 3/4. С. 17. Соавт. Аветисян Р. Д.
- «К передаче информации на расстоянии посредством электромагнитного излучения ЭВМ» // Там же. С. 32. Соавт. Аветисян Р. Д.